# 扎維亞洛沃區 (阿爾泰邊疆區)

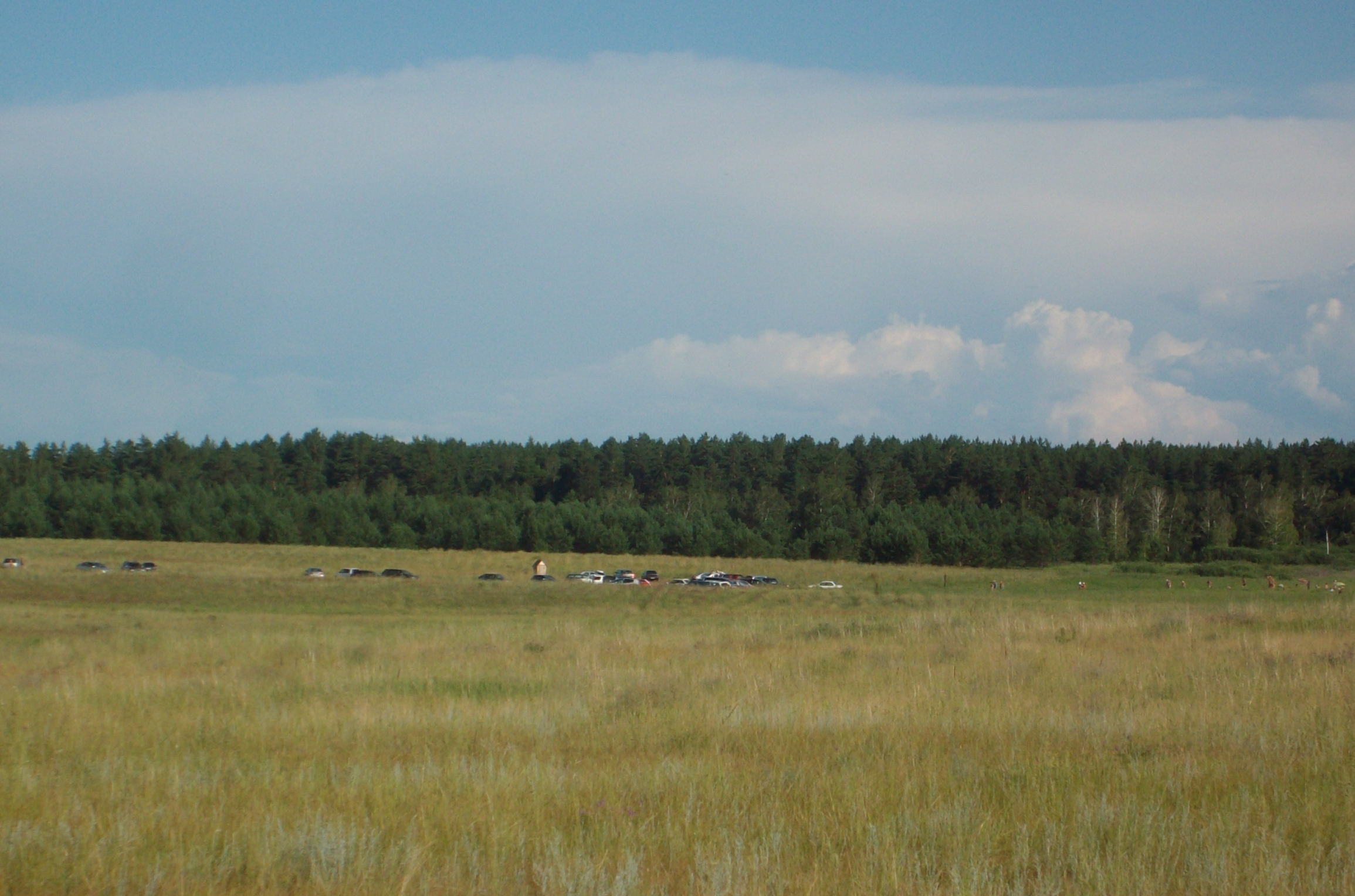

52°50′N 80°53′E / 52.833°N 80.883°E
扎維亞洛沃區（俄语：Завьяловский район），是俄羅斯的一個區，位於該國南部，由阿爾泰邊疆區負責管轄，面積2,224平方公里，2010年人口19,305，人口密度每平方公里8.68人。